# Broken Arrows (Avicii-sang)
Broken Arrows er en single af den svenske DJ Avicii med vokaler fra den amerikanske sanger Zac Brown. Broken Arrows blev udgivet den 29. september 2015, som den fjerde single fra albummet Stories, der blev udgivet den 2. oktober 2015. Sangen er skrevet af Tim Bergling (Avicii), Carl Falk, Zac Brown, Rami Yacoub og Niko Moon. Den er produceret af Bergling og Falk.
Den 24. november 2015 udgav Bergling en musikvideo, der var inspireret af historien om Dick Fosbury, der opfandt den såkaldte "fosbury flop"-teknik. Den omhandlede Fosbury, der kæmpede mod alkoholismen, mens hans datter inspirerede ham til at opfinde den nye teknik.

## Baggrund
Første gang Bergling spillede Broken Arrows live, var ved Summerburst i Stockholm i juni 2015.Bergling spillede derefter Broken Arrows i hans LE7ELS podcast i juli 2015. Derefter blev sangen også spillet ved hans koncert ved Tomorrowland senere samme måned.Allerede inden sangens udgivelse, blev den rost af Rolling Stone som en "banger", og Zac Browns vokaler som "krystalklare".
I et interview med WiLD 49, fortalte Bergling, at Broken Arrows var i højere grad inspireret af hans tidligere album, True, idet at sangen var inspireret af country musik.Bergling fortalte i et interview med B96 Chicago, at han opdagede Zac Browns stemme ved at lytte til hans musik. Herefter ledte Bergling efter en sang, hvor hans vokaler ville passe ind, indtil han fandt den "perfekte" sang.

## Hitliste
| Hitliste (2015–16)                          | Højeste position |
| ------------------------------------------- | ---------------- |
| Australien (ARIA)                           | 30               |
| Østrig (Ö3 Austria Top 40)                  | 70               |
| Belgien (Ultratip Flanderen)                | 12               |
| Belgien Dance (Ultratop Flanderen)          | 16               |
| Belgien (Ultratip Wallonien)                | 48               |
| Belgium Dance (Ultratip Wallonia)           | 1                |
| Tyskland (Official German Charts)           | 82               |
| Ungarn (Dance Top 40)                       | 25               |
| Ungarn (Rádiós Top 40)                      | 1                |
| Ungarn (Single Top 40)                      | 21               |
| Irland (IRMA)                               | 74               |
| Holland (Single Top 100)                    | 86               |
| New Zealand Heatseekers (Recorded Music NZ) | 7                |
| Norge (VG-lista)                            | 38               |
| Slovakiet (Rádio Top 100)                   | 95               |
| Sverige (Sverigetopplistan)                 | 4                |
| Schweiz (Schweizer Hitparade)               | 57               |
| USA Hot Dance/Electronic Songs (Billboard)  | 10               |

| Hitliste (2018)        | Højeste position |
| ---------------------- | ---------------- |
| Ungarn (Stream Top 40) | 39               |

| Hitliste (2015)                           | Position |
| ----------------------------------------- | -------- |
| Sweden (Sverigetopplistan)                | 88       |
| US Hot Dance/Electronic Songs (Billboard) | 82       |
| Hitliste (2016)                           | Position |
| Hungary (Dance Top 40)                    | 86       |
| Hungary (Rádiós Top 40)                   | 14       |
| US Hot Dance/Electronic Songs (Billboard) | 79       |